# Milan Lindenthal
Milan Lindenthal (* 21. dubna 1955) je bývalý československý fotbalista, útočník a záložník. Jeho synové Milan a Jaroslav také nastoupili ve fotbalové lize za Viktorii Žižkov.

## Fotbalová kariéra
Hrál za FK Baník Sokolov, v československé lize za RH Cheb. V lize nastoupil k 259 utkáním a dal 48 gólů. Za reprezentaci do 21 let v letech 1980-1981 nastoupil k 5 utkáním jako jeden ze dvou povolených starších hráčů.

## Ligová bilance
| Ročník                                   | Zápasy | Góly | Klub    |
| ---------------------------------------- | ------ | ---- | ------- |
| Česká národní fotbalová liga 1978/79     | -      | -    | RH Cheb |
| 1. československá fotbalová liga 1979/80 | -      | 4    | RH Cheb |
| 1. československá fotbalová liga 1980/81 | 25     | 4    | RH Cheb |
| 1. československá fotbalová liga 1981/82 | 29     | 6    | RH Cheb |
| 1. československá fotbalová liga 1982/83 | 25     | 4    | RH Cheb |
| 1. československá fotbalová liga 1983/84 | 30     | 5    | RH Cheb |
| 1. československá fotbalová liga 1984/85 | 30     | 7    | RH Cheb |
| 1. československá fotbalová liga 1985/86 | 22     | 2    | RH Cheb |
| 1. československá fotbalová liga 1986/87 | 21     | 8    | RH Cheb |
| 1. československá fotbalová liga 1987/88 | 18     | 6    | RH Cheb |
| 1. československá fotbalová liga 1988/89 | 27     | 4    | RH Cheb |
| 1. československá fotbalová liga 1989/90 | 3      | 0    | RH Cheb |
| CELKEM 1. liga                           | 259    | 48   |         |